# Bill Camp
Pour les articles homonymes, voir Camp.
William Camp dit Bill Camp, né le 22 octobre 1964 dans le Massachusetts (États-Unis), est un acteur américain.

## Biographie
Bill Camp est né le 22 octobre 1964 dans le Massachusetts (États-Unis).

### Vie privée
Il est marié à l'actrice Elizabeth Marvel depuis 2004. Ils ont un fils, Silas Camp.

## Carrière
À Broadway, il a tenu le rôle de Trepliev dans La Mouette (1992) et celui de Charley dans Mort d'un commis voyageur.
En 2002, il abandonne temporairement son métier et change de vie (il devient cuisinier et mécanicien), pour revenir deux ans plus tard dans Homebody / Kaboul, pour lequel il obtient le prix Obie.
En 2011, dans un épisode de Boardwalk Empire, il joue le rôle du chasseur Glenmor.
En 2018, il joue Bob Chesney, agent du F.B.I dans la mini-série The Looming Tower. Celle-ci est acclamée par la critique américaine et nommée aux Emmy Awards.
En 2020, il apparaît dans la série Le Jeu de la dame sur Netflix.

## Filmographie

### Cinéma

#### Longs métrages
- 1990 : Le Mystère von Bülow (Reversal of Fortune) de Barbet Schroeder : Bill
- 1997 : In and Out de Frank Oz : Un invité
- 1998 : Les Joueurs (Rounders) de John Dahl : Eisenberg
- 2000 : Ten Hundred Kings de D.W Maze : Paul Shepard
- 2005 : The Dying Gaul de Craig Lucas : Malcolm
- 2007 : Reservation Road de Terry George : Un policier
- 2008 : Manipulation (Deception) de Marcel Langenegger : Clancey, le contrôleur
- 2008 : The Guitar d'Amy Redford : Pa Wilder
- 2009 : Public Enemies de Michael Mann : Frank Nitti
- 2010 : Tamara Drewe de Stephen Frears : Glen McGreavey
- 2012 : Des hommes sans loi (Lawless) de John Hillcoat : Sheriff Hodges
- 2012 : Lincoln de Steven Spielberg : Mr Jolly
- 2012 : Compliance de Craig Zobel : Van
- 2013 : Twelve Years a Slave de Steve McQueen : Radburn
- 2013 : The Maid's Room de Michael Walker : Mr Crawford
- 2014 : Birdman d'Alejandro González Iñárritu : L'homme fou
- 2014 : Love and Mercy de Bill Pohlad : Murry Wilson
- 2014 : Happy Baby de Stephen Elliott : Le père de Theo
- 2015 : Strictly Criminal (Black Mass) de Scott Cooper : John Callahan
- 2015 : Welcome Back de Cameron Crowe : Bob Largent
- 2015 : Midnight Special de Jeff Nichols : Doak
- 2016 : Jason Bourne de Paul Greengrass : Malcolm Smith
- 2016 : Loving de Jeff Nichols : Juge Frank Beazley
- 2016 : Gold de Stephen Gaghan : Hollis Dresher
- 2017 : Crown Heights de Matt Ruskin : William Robedee
- 2017 : Mise à mort du cerf sacré (The Killing of a Sacred Deer) de Yórgos Lánthimos : Matthew
- 2017 : Le Grand jeu (Molly's Game) d'Aaron Sorkin
- 2017 : Hostiles de Scott Cooper : Jeremiah Wilks
- 2017 : Liaisons à New York (The Only Living Boy in New York) de Marc Webb : Oncle Buster
- 2017 : Woman Walks Ahead de Susanna White : Général Cook
- 2018 : Vice d'Adam McKay : Gerald Ford
- 2018 : Red Sparrow de Francis Lawrence : Marty Gable
- 2018 : Wildlife : Une saison ardente (Wildlife) de Paul Dano : Warren Miller
- 2018 : Au pays des habitudes (The Land of Steady Habits) de Nicole Holofcener : Donny O'Neil
- 2018 : Skin de Guy Nattiv : Fred "Hammer" Krager
- 2019 : Les Baronnes (The Kitchen) d'Andrea Berloff : Alfonso Coretti
- 2019 : Joker de Todd Phillips : Inspecteur Garrity
- 2019 : Dark Waters de Todd Haynes : Wilbur Tennant
- 2019 : Native Son de Rashid Johnson : Mr Dalton
- 2020 : La Mission (News of the World) de Paul Greengrass : Mr Branholme
- 2021 : Clair-obscur (Passing) de Rebecca Hall : Hugh Wentworth
- 2022 : Salem (Salem's Lot) de Gary Dauberman : Matthew Burke
- 2022 : White Noise de Noah Baumbach : L'homme avec la télévision
- 2023 : L'Étrangleur de Boston (Boston Strangler) de Matt Ruskin : Commissaire Edmund McNamara
- 2023 : Sound of Freedom d'Alejandro Gómez Monteverde : Vampiro
- 2023 : Death Business (The Burial) de Maggie Betts : Raymond Loewen
- 2024 : Drive-Away Dolls d'Ethan Coen : Curlie

#### Courts métrages
- 2008 : Love and Roadkill de John David Allen : Eddie
- 2010 : The Frontiersman's Wife de Jesse Allen : Dale
- 2012 : Lament for the Artist de Jordan Collins : Jerry
- 2022 : Pickup/Delivery de Babe Howard : Larry

### Télévision

#### Séries télévisées
- 1989 : Freddy, le cauchemar de vos nuits (Freddy's Nightmares - A Nightmare on Elm Street: The Series) : L'inspecteur
- 1994 : New York Undercover : Brosnki
- 1999 / 2004 : New York, police judiciaire (Law and Order) : Barney Rade / Denny Rogis
- 2003 : Le Monde de Joan (Joan of Arcadia) : Le peintre de Dieu
- 2005 : New York, section criminelle (Law and Order: Criminal Intent) : Mickey
- 2008 : Brotherhood : Agent Jarvis
- 2011 : The Good Wife : Daniel Clove
- 2011 : Boardwalk Empire : Glenmore
- 2012 : Damages : Samurai 7, le hacker
- 2014 : Criminal Justice : Box
- 2014 - 2015 : Manhattan : William Hogarth
- 2016 : The Night Of : Détective Dennis Box
- 2016 : The Leftovers : David Burton
- 2018 : The Looming Tower : Robert Chesney
- 2018 : The First : Aaron Schultz
- 2020 : The Outsider : Howard Salomon
- 2020 : Le Jeu de la Dame (The Queen's Gambit) : Mr Schaibel
- 2020 : Monsterland : Stanley Price
- 2021 : American Rust : Henry English
- 2024 : Présumé innocent (Presumed Innocent) : Raymond Horgan
- 2024 : Un homme, un vrai (A Man in Full) : Harry Zale
- 2025 : Sirens : Bruce DeWitt

#### Téléfilm
- 2000 : The Great Gatsby de Robert Markowitz : Wilson

## Distinction
| Année | Récompense                                                                      | Titre             | Reçu       |       |
| ----- | ------------------------------------------------------------------------------- | ----------------- | ---------- | ----- |
| 2021  | Screen Actors Guild Award du meilleur acteur dans une mini-série ou un téléfilm | Le Jeu de la Dame | Nomination | [ 4 ] |

## Voix françaises
En France
| - Gérard Darier dans : - Damages (série télévisée) - Lincoln - Des hommes sans loi - Midnight Special - Hostiles - Sirens (mini-série) - Paul Borne dans : - Mise à mort du cerf sacré - Le Grand Jeu - Wildlife : Une saison ardente - Joker - L'Étrangleur de Boston - Sound of Freedom - Patrick Béthune dans : - Boardwalk Empire (série télévisée) - Twelve Years a Slave - Welcome Back - Loving - Bernard Métraux dans : - The Night Of (mini-série) - Native Son - Gabriel Le Doze dans : - The First (série télévisée) - Clair-obscur | - Bruno Abraham-Kremer dans : - La Mission - Drive-Away Dolls - Emmanuel Jacomy dans (les séries télévisées) : - The Outsider - Un homme, un vrai (mini-série) Et aussi - Patrick Bonnel dans Tamara Drewe - Georges Claisse dans The Good Wife (série télévisée) - Jean-Pierre Arthur dans Compliance - Serge Biavan dans Strictly Criminal - Laurent Montel dans Jason Bourne - Hervé Jolly dans Gold - Francis Adam dans Liaisons à New York - François-Éric Gendron dans Red Sparrow - Frédéric Souterelle dans Au pays des habitudes - Michel Hinderyckx dans Skin - Jean-Claude Leguay dans Dark Waters - Bruno Dubernat dans Le Jeu de la dame (mini-série) - Thierry Hancisse dans Death Business - Stéphane Bazin dans Présumé innocent (mini-série) - Pierre Forest dans Zero Day (mini-série) |